# Heribert Karches
Heribert Karches (12 de noviembre de 1958) es un deportista alemán que compitió para la RFA en remo. Ganó una medalla de plata en el Campeonato Mundial de Remo de 1978, en la prueba de ocho con timonel.

## Palmarés internacional
| Campeonato Mundial | Campeonato Mundial        | Campeonato Mundial | Campeonato Mundial |
| Año                | Lugar                     | Medalla            | Prueba             |
| ------------------ | ------------------------- | ------------------ | ------------------ |
| 1978               | Cambridge (Nueva Zelanda) | Medalla de plata   | Ocho con timonel   |